# Kellwasser-Ereignis
Das Kellwasser-Ereignis war das zweite von fünf großen Massenaussterben („Big Five“)  im Verlauf des Phanerozoikums. Es ereignete sich vor ca. 372 Millionen Jahren im Oberen Devon an der Frasnium-Famennium-Grenze. Dabei starben wahrscheinlich 50 bis 75 Prozent der Arten aus, vor allem die Faunengruppen flacher tropischer Meere, wie Fische, Korallen, Trilobiten sowie etliche „Riffbauer“. 13 Millionen Jahre später kam es mit dem ähnlich folgenschweren Hangenberg-Ereignis an der Schwelle zum Karbon (Famennium-Tournaisium-Übergang) zu einem weiteren Massenaussterben.

## Auswirkungen und vermutete Ursachen
Die Gründe für die im Oberdevon auftretende Destabilisierung der Biosphäre sind bisher nur in groben Umrissen bekannt. Als gesichert gilt, dass sich die chemische Beschaffenheit der Ozeane mehrmals drastisch veränderte. Manche Studien postulieren deshalb als Folge dieser Prozesse das Auftreten eines ozeanischen anoxischen Ereignisses. Die Biodiversität des Phytoplanktons nahm dabei so stark ab, dass die ursprüngliche Artenvielfalt erst im Jura wieder erreicht wurde (Phytoplankton-Blackout).
Als äußere Antriebe für die biologische Krise vermutet die Wissenschaft unter anderem einen intensiven Megavulkanismus, eine durch die sinkende Kohlenstoffdioxid-Konzentration signifikant verstärkte Wirkung der Milanković-Zyklen, ein plötzliches Umkippen des gesamten Klimasystems oder – wie in einer 2020 publizierten Studie thematisiert – die Auswirkungen einer erdnahen Supernova in etwa 60 Lichtjahren Entfernung. Möglicherweise war an den Aussterbewellen und den klimatischen Veränderungen im Oberdevon auch eine Häufung von Impaktkatastrophen wie der australische Woodleigh-Einschlag (≈ 364 mya), der Alamo-Einschlag im heutigen Nevada (≈ 367 mya) oder die schwedische Siljan-Impaktstruktur (≈ 380–376 mya) direkt beteiligt. Einigkeit besteht darüber, dass im zeitlichen Umkreis der beiden Massenaussterben mehrmals starke Schwankungen des Meeresspiegels auftraten, die einen extrem kurzfristigen Zyklus verschiedener Kalt- und Warmzeiten nahelegen. In dieses Schema passt die Beobachtung, dass die Kernphasen der Kellwasser- und Hangenberg-Krise lediglich einen Zeitraum von 50.000 bis 100.000 Jahren umfassten.
Das Kellwasser-Ereignis war nach der ökologischen Krise im Ordovizium (444 mya) die zweite der fünf großen Aussterbewellen während der letzten 541 Millionen Jahre. Danach folgten die Massenaussterben an der Perm-Trias-Grenze (252 mya), am Übergang von der Trias zum Jura (201 mya) und schließlich, am Ende des Mesozoikums, der Asteroideneinschlag an der Kreide-Paläogen-Grenze (66 mya).

## Namensherkunft
Das Massenaussterben ist nach den Kellwasserkalken im Kellwassertal, einem Nebental des Oberharzer Okertals, benannt. Dort hatte um 1850 der Geologe und Botaniker Friedrich Adolph Roemer den geologischen Aufschluss entdeckt, der zu einer bedeutenden Entdeckung der paläontologischen Forschung führte. Es gibt zwei Kellwasser-Horizonte (Litho-Einheiten), die isochron und global nachweisbar sind. Im deutschsprachigen Raum ist der Terminus „Kellwasser-Krise“ verbreitet. Die Begriffe Kellwasser Event oder Kellwasser Mass Extinction werden neben der Bezeichnung Frasnian Famennian Extinction auch in der englischsprachigen Fachliteratur häufig verwendet.

## Schutz
Die Typlokalität ist als Geotop geschützt und wird von der Deutschen Gesellschaft für Geowissenschaften, dem Landesamt für Bergbau, Energie und Geologie, der Bundesanstalt für Geowissenschaften und Rohstoffe und dem Senckenberg-Institut sowie dem Regionalverband Harz gepflegt. Das Profil erstreckt sich vom höheren Frasnium bis in die Kulm-Kieselschiefer des Unterkarbons.